# Don't Cry (박봄의 노래)
〈Don't Cry〉는 대한민국의 걸 그룹 2NE1의 멤버인 박봄의 디지털 싱글이다. 2011년 4월 21일 자정 음원 공개와 동시에 대표 음원차트 1위를 했고 가온 디지털 종합차트에서 4위로 데뷔해 발매 1주 만에 가온지수 6,000만을 기록하며 1위에 올랐고 2주 연속 가온 디지털 종합차트에서도 1위에 올랐다.

## 트랙 리스트
디지털 다운로드
1. "Don't Cry" ― 3:10